# 北高加索

南高加索地区

俄罗斯联邦的北高加索地区

俄罗斯联邦的北高加索地区

俄罗斯联邦的北高加索地区

北高加索（英语：North Caucasus）又稱內高加索（Ciscaucasus），指的是高加索山脉以北的欧亚交界区域。在政治概念上包括了格鲁吉亚和阿塞拜疆的部分地区，及俄罗斯的克拉斯诺达尔边疆区、斯塔夫罗波尔边疆区、阿迪格共和国、卡拉恰伊-切尔克斯共和国、卡巴尔达-巴尔卡尔共和国、北奥塞梯-阿兰共和国、印古什共和国、车臣共和国和达吉斯坦共和国。這些地區的人民多信伊斯蘭教。